# Juan Carlos Gumucio
Juan Carlos Gumucio Quiroga (Cochabamba, 7 de noviembre de 1949 - Tarata, 25 de febrero de 2002) fue un periodista y escritor boliviano. Fue especialmente conocido por sus crónicas como corresponsal de guerra en Irán, en Beirut, los Balcanes e Irlanda del Norte. Trabajó para diversos medios, entre ellos Associated Press, CBS, The Times, Diario 16 y El País.

## Biografía
Nació en el seno de una familia acomodada de Bolivia. Era hijo del arquitecto René Gumucio y de Azul Quiroga. Cuando Juan Carlos tenía tres años, su padre se trasladó a California y se divorció de Azul Quiroga, quien se volvió a casar con un miembro de la aristocrática familia Patiño.
Trabajó como periodista durante más de 30 años, habiendo comenzado su carrera en su ciudad natal, Cochabamba, empezando a trabajar en 1968 como reportero de crimen para Los Tiempos y Radio Centro. Próximo a los movimientos sociales, estaba produciendo un boletín informativo de izquierdas cuando el general Hugo Banzer tomó el poder en 1971. Gumucio salió del país tras el golpe militar para ir a Argentina y luego se trasladó a Washington, donde sus conexiones familiares le facilitaron un trabajo agregado político en la embajada de Bolivia en Estados Unidos. Posteriormente trabajó como secretario de prensa de la Organización de Estados Estados antes de incorporarse a la agencia de noticias Associated Press en Nueva York como reportero. Desde allí fue destinado a Roma, Teherán y Beirut en 1985. Cuando AP ordenó a su personal extranjero que abandonara el Líbano, tras el secuestro de su jefe de oficina, Terry Anderson, Juan Carlos se unió a The Times y luego al diario español El País, como corresponsal en Oriente Medio .
Gumucio fue uno de los pocos periodistas occidentales que permaneció en el oeste de Beirut después de que la crisis de los rehenes alcanzó su punto máximo. La mayoría de la prensa extranjera huyó en 1986.
En Beirut, Gumucio fue maestro de otros jóvenes corresponsales que llegaban en aquellos días a trabajar a la capital libanesa, uno de ellos sería Eric Frattini quien años después destacaría como corresponsal en Jerusalén y cubriendo la primera Guerra del Golfo tras la invasión del Emirato de Kuwait por parte de Irak.
Robert Fisk describiría más tarde a Gumucio como "un hombre grande con la energía de un cachorro de perro hiperactivo y un humor engañosamente suave y suave que ocultaba una oscura comprensión de las debilidades de sus colegas".
En 1994, se trasladó a Jerusalén, para cubrir información para el diario "El País". Gumucio, conocido por su atrevido sentido del humor y su incansable cobertura periodística, pudo ingresar clandestinamente a Kosovo, después de que se les negara la entrada a periodistas extranjeros, haciéndose pasar por un "profesor visitante de sociología" que deseaba "mostrar solidaridad con el pueblo serbio".  Lo llevaron rápidamente a Belgrado, donde pronunció con calma un discurso en la universidad.  Su último destino como corresponsal de El País antes de su regreso a Bolivia fue Londres en agosto de 1997.
A mediados del año 2000, regresó a Cochabamba, donde se convirtió en profesor visitante de Periodismo en la universidad, antes de retirarse a Tarata, a pocos quilómetros de distancia y donde siguió colaborando para el diario El País.  Sus últimos artículos para el periódico describían el ambiente de Cochabamba punto neurálgico en el cultivo de coca. En agosto del año 2000 escribía sobre la muerte del narcotraficante Roberto Suárez Gómez. En noviembre de 2000 publicaba "Coca o muerte" su último artículo en El País en el que destacaba la figura de Evo Morales como líder cocalero emergente.
Después de muchos años de luchar contra la depresión y el alcoholismo, Gumucio, de 52 años, se suicidó con un disparo en una casa alquilada en Tarata a las afueras de Cochabamba, el 25 de febrero de 2002.

## Vida personal
Gumucio se casó en cuatro ocasiones.  Tenía una hija, Mónica, con su primera esposa pero, debido a su participación política, su familia política la consideró inadecuada y peligrosa. Conoció a su tercera esposa (1987-1995), la periodista sueca Agneta Ramberg, con quien tuvo a su segunda hija en Beirut durante la Guerra Civil Libanesa, Anna Gumucio Ramberg. En 1996, en Jerusalén, se casó por cuarta vez, con la periodista estadounidense Marie Colvin -segundo marido para Colvin- ,de la que también se divorció.